# Bastorf
Bastorf ist eine Gemeinde im Landkreis Rostock in Mecklenburg-Vorpommern (Deutschland). Die Gemeinde wird vom Amt Neubukow-Salzhaff mit Sitz in der Stadt Neubukow verwaltet.
Zu Bastorf gehören die Ortsteile Kägsdorf, Wendelstorf (mit Hohen Niendorf, Mechelsdorf & Westhof) und Zweedorf.

## Geografie
Die Gemeinde Bastorf liegt zwischen den Ostseebädern Kühlungsborn und Rerik entlang der Küste im Nordwesten der Endmoräne Kühlung. Das Gemeindegebiet ist nicht zusammenhängend – der Ortsteil Zweedorf bildet eine Exklave. Am Kap Bukspitze hat die Gemeinde einen zwei Kilometer breiten Anteil an der Ostseeküste.
Umgeben wird Bastorf von den Nachbargemeinden Kühlungsborn im Nordosten, Kröpelin im Südosten, Biendorf im Süden sowie Rerik im Westen.

## Geschichte
Am 1. Juli 1950 wurde die bis dahin eigenständige Gemeinde Kägsdorf eingegliedert.
Durch den Kreistagsbeschluss vom 25. November 1960 wurde am 1. Januar 1961 die Gemeinde Wendelstorf mitsamt den Ortsteilen Mechelstorf, Hohen Niendorf und Westhof eingemeindet. Der Ortsteil Garvsmühlen wurde dabei aus Wendelstorf herausgelöst und in die Stadt Rerik eingegliedert.

## Politik

### Gemeindevertretung und Bürgermeister
Der Gemeinderat besteht (inkl. Bürgermeister) aus 11 Mitgliedern. Die Wahl zum Gemeinderat am 26. Mai 2019 hatte folgende Ergebnisse:
| Partei/Bewerber                   | Prozent | Sitze |
| --------------------------------- | ------- | ----- |
| Wählergemeinschaft Bastorf        | 62,20   | 6     |
| WG Bastorf, Kägsdorf, Mechelsdorf | 25,30   | 3     |
| Bündnis 90/Die Grünen             | 7,15    | 1     |

Bürgermeister der Gemeinde ist Marko Porm, er wurde mit 52,78 % der Stimmen  gewählt.

### Wappen
| Wappen der Gemeinde Bastorf | Blasonierung: „In Gold auf grünem Hügel ein roter Leuchtturm mit silberner Laterne und silbernen Lichtstrahlen.“ |
| Wappen der Gemeinde Bastorf | Wappenbegründung: Zur Orientierung für die Schiffe wurde 1878 abseits der Küste auf dem Bastorfer Berg ein weithin sichtbarer Leuchtturm erbaut. In dem Wappen versinnbildlichen Hügel und Leuchtturm das Wahrzeichen der Gemeinde, den etwa siebzig Meter über dem Meeresspiegel stehenden Leuchtturm. Das Wappen wurde vom Schweriner Heraldiker Heinz Kippnick gestaltet, am 20. Juli 2001 durch das Ministerium des Innern genehmigt und unter der Nr. 248 der Wappenrolle des Landes Mecklenburg-Vorpommern registriert. |

### Flagge
Die Flagge ist Gelb – Rot – Gelb (1:2:1) quer zur Längsachse des Flaggentuchs gestreift und in der Mitte des roten Streifens liegt das Gemeindewappen, das zwei Drittel der Höhe des Flaggentuchs einnimmt. Die Höhe des Flaggentuchs verhält sich zur Länge wie 3:5.

### Dienstsiegel
Das Dienstsiegel zeigt das Wappen der Gemeinde mit der Umschrift GEMEINDE BASTORF.

## Sehenswürdigkeiten
- Der 20,8 Meter hohe Leuchtturm Buk steht auf der 78 m ü. NHN liegenden Spitze des Bastorfer Berges und damit nach dem Leuchtturm in Travemünde an zweiter Stelle der deutschen Ostsee-Leuchttürme nach der Feuerhöhe.
- Gutshof Bastorf denkmalgeschützten Reetdachscheunen. Diese sind typisch für die ehemals verbreiteten Hallenhausformen. Die Besonderheit: ein Zweiständerhaus neben einem Dreiständerhaus.
- Das neugotische, zweigeschossige, neunachsige Gutshaus mit einem dreigeschossigen Mittelrisalit in Kägsdorf wurde Mitte des 19. Jahrhunderts von Gottlieb von Brandt errichtet.
- Das um 1865 errichtete dreigeschossige Herrenhaus in Hohen Niendorf wurde 1912 zu einem Jagdschloss umgestaltet.
- Mehrere jungsteinzeitliche Großsteingräber in den Ortsteilen Hohen Niendorf und Mechelsdorf.

→ Siehe auch Liste der Baudenkmale in Bastorf

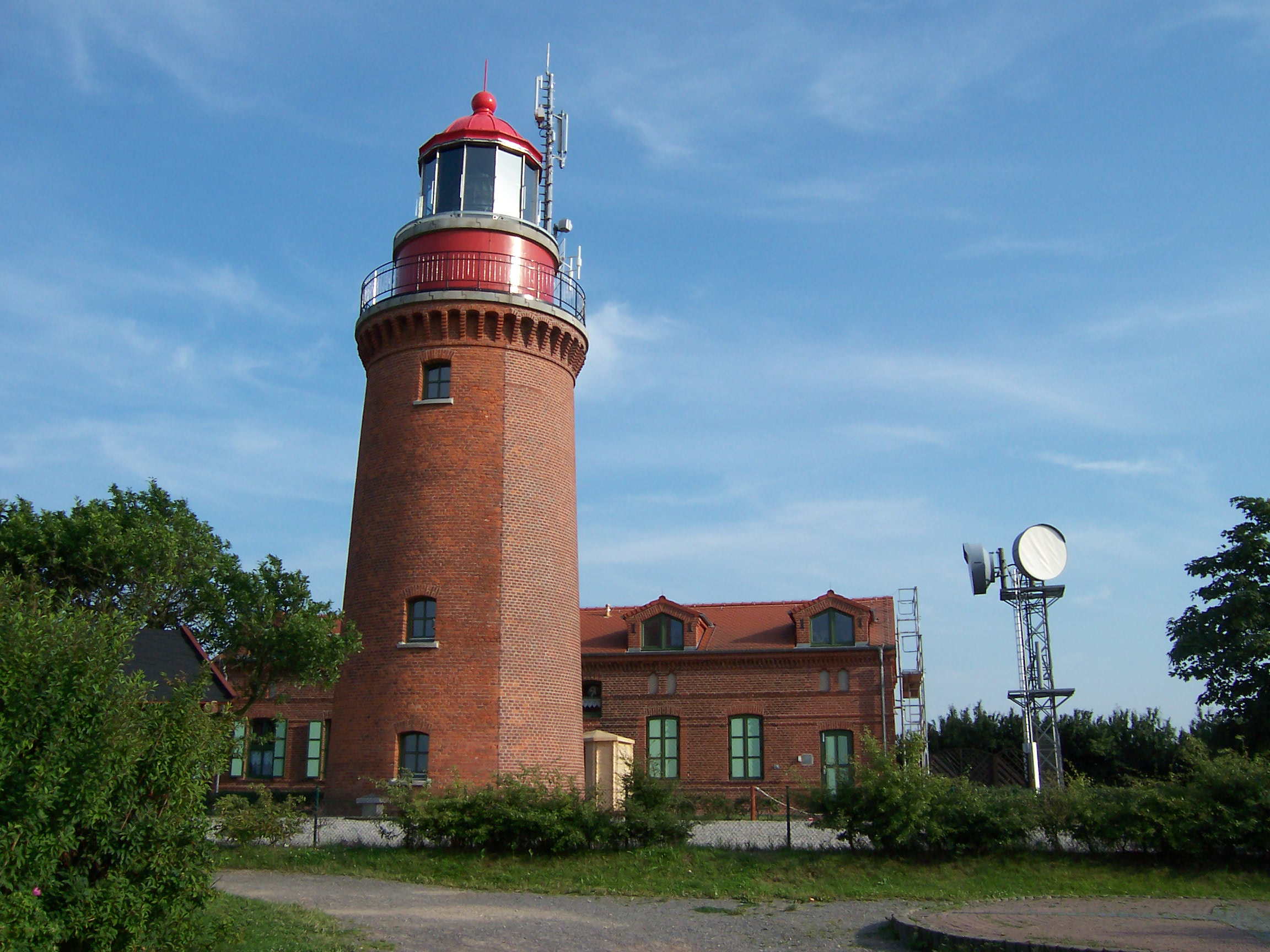
Bastorfer Leuchtturm
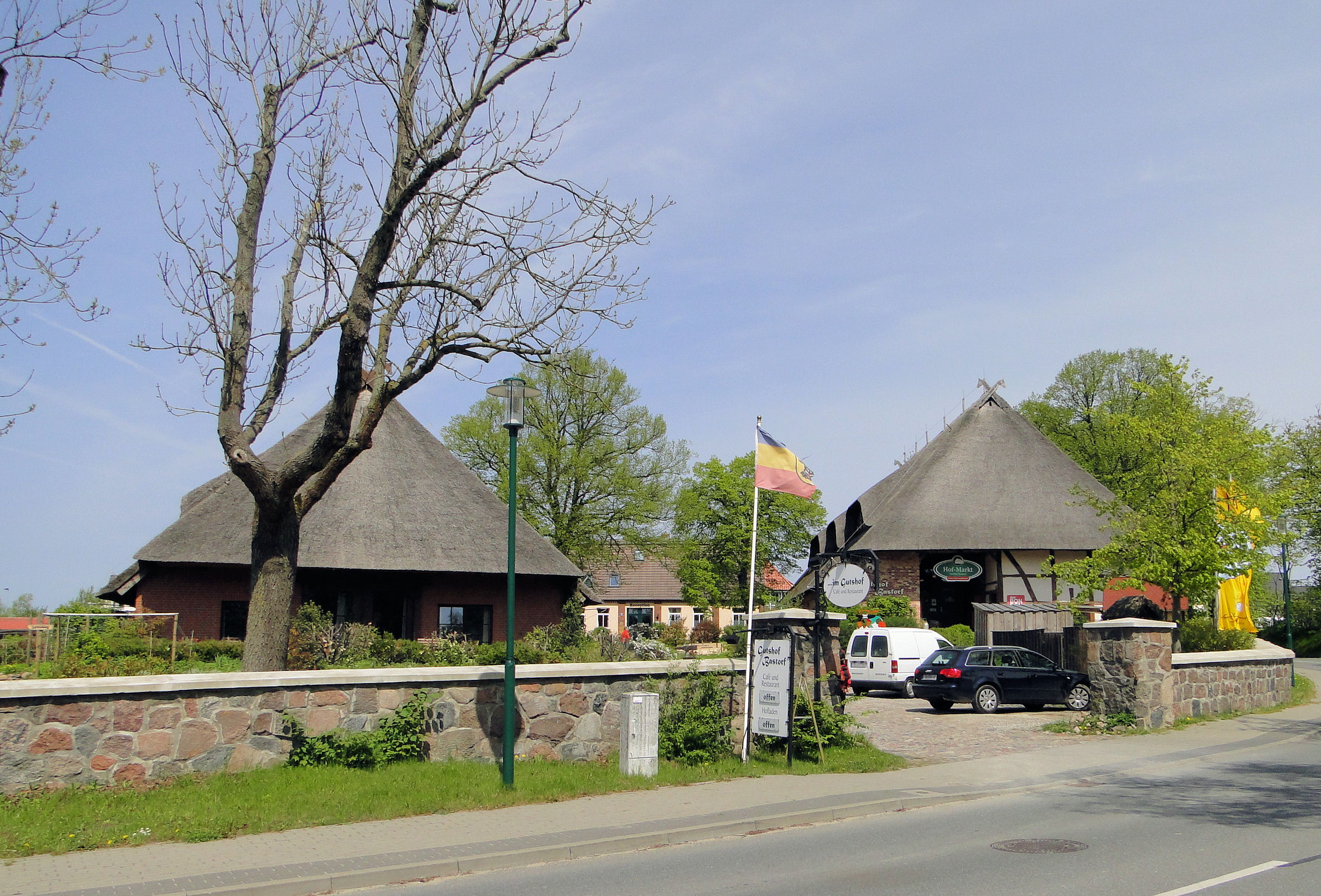
Gutshof in Bastorf
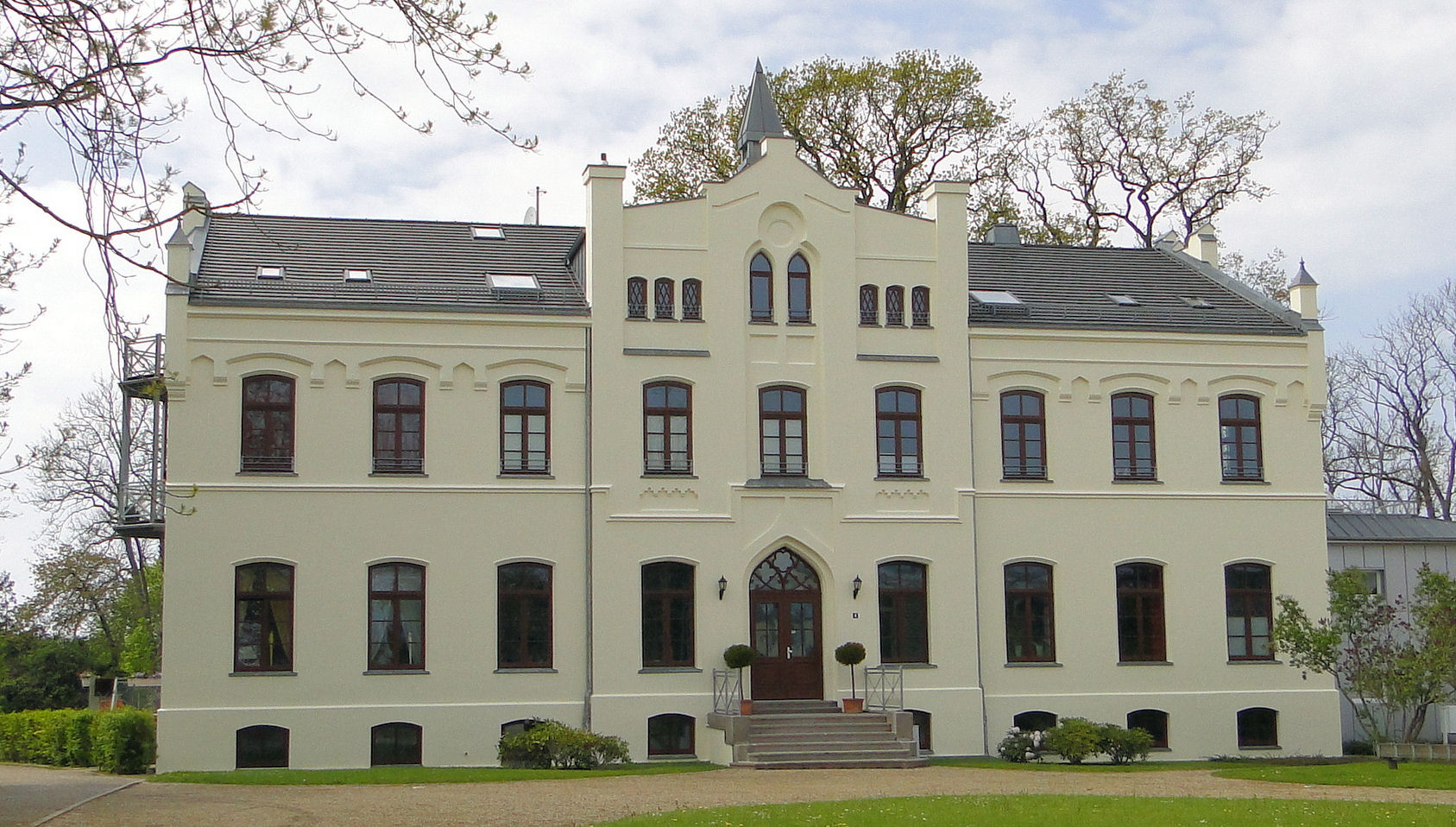
Gutshaus in Kägsdorf
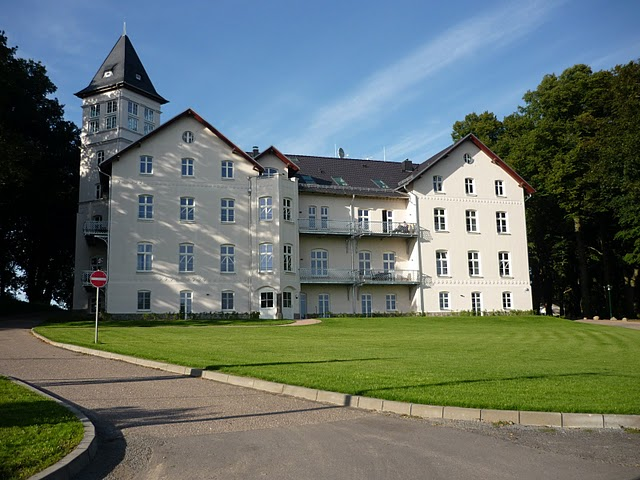
Gutshaus in Hohen Niendorf

## Veranstaltungen
In Bastorf findet jeden Sommer im Juni rund um den Strandparkplatz das Zuparken Festival statt, das eine Mischung aus Sport, Kreativität und Musik bietet. Es werden dort z. B. Kurse und Wettbewerbe im Stehpaddeln, Kitesurfen, Windsurfen, Skimboarden und Wellenreiten aufgeboten. Zudem stellen Hersteller von Wassersportzubehör ihre Ausrüstung vor und bieten den Festivalgästen Tests an. Viele Besucher reisen mit nostalgischen Fahrzeugen wie dem Bulli an.

## Verkehr
Die Gemeinde Bastorf liegt an der Landesstraße 12 von Kühlungsborn nach Neubukow. Der Anschluss Kröpelin der Bundesautobahn 20 ist in 27 Kilometern erreichbar. Der nächste Bahnanschluss (Bäderbahn Molli) besteht in Kühlungsborn, der nächste normalspurige Bahnanschluss in Kröpelin. Innerhalb des Gemeindegebiets liegt der Flugplatz Rerik-Zweedorf, dessen Graslandebahn von Kleinflugzeugen genutzt werden kann.
Den Regionalbusverkehr besorgt die Rebus Regionalbus Rostock innerhalb des Verkehrsverbundes Warnow (VVW).

## Persönlichkeiten
- Ewald Schuldt (* 1914 in Mechelsdorf; † 1987 in Schwerin), Prähistoriker und Museumsdirektor